# Systemat Vegetabilium. Editio decima quarta
Systemat Vegetabilium. Editio decima quarta (abreviado Syst. Veg. (ed. 14)) es un libro con ilustraciones y descripciones botánicas que fue escrito por el médico, botánico, pteridólogo y algólogo sueco Johan Andreas Murray y publicado en Gotinga en el año 1784 con el nombre de Systema Vegetabilium: secundum classes ordines genera species cum characteribus et differentiis. Editio decima quarta.
Los nombres de las nuevas especies japonesas se atribuyen correctamente a Carl Peter Thunberg (ver B.Bartholomew, D.H.Nicolson & B.Nordenstam, Taxon 46:. 311-314 1997, ellos dirigieron la autoría de las nuevas especies japonesas en la obra de Murray y concluyó "Thunb. (en Murray))."